# Potentilla coelestis
Potentilla coelestis är en rosväxtart som beskrevs av Alexander Gilli. Potentilla coelestis ingår i Fingerörtssläktet som ingår i familjen rosväxter. Inga underarter finns listade i Catalogue of Life.